# آرسن ارالیف
آرسن ارالیف (به قرقیزی: Арсен Эралиев) (زادهٔ ۱۵ مهٔ ۱۹۹۰) ورزشکار مرد رشتهٔ کشتی فرنگی اهل کشور قرقیزستان است. او قهرمان مسابقات قهرمانی کشتی آسیا در سال ۲۰۱۱ است.
او در دو دوره بازی‌های المپیک ۲۰۱۲ لندن و ۲۰۱۶ ریو حضور داشته است که در المپیک ۲۰۱۶ ریو به مقام پنجم رسید.
او در المپیک ۲۰۱۶ ریو در وزن ۵۹ کیلو حاضر بود که در مسابقه اول از اسماعیل بوررو کشتی‌گیر کوبایی شکست خورد و با توجه به حضور این کشتی‌گیر در فینال، به دیدار شانس مجدد رفت. او در اولین مسابقه شانس مجدد وانگ لومین از چین را شکست داد و به دیدار رده‌بندی راه یافت. وی در دیدار رده‌بندی به‌ المورات تاسمورادوف کشتی‌گیر ازبکستانی باخت و پنجم شد.